# ポートサイド
ポートサイド（アラビア語: بورسعيد、翻字: Būr Saʻīd ブールサイード、英語: Port Said）は、エジプトの北東部、地中海沿岸にある都市である。ポートサイド県の県都で、人口は約78万人（2021年）。首都カイロの北東200kmに位置し、スエズ運河の北端に近い。名前はサイード・パシャに由来する。
古くは、英語の転訛の影響でポートセッドとも呼ばれ、坡西土という漢字表記も行われていた。

## 概要
スエズ運河建設中の1859年4月25日に創設された都市で、当初は何もない海辺の砂漠であり、物資も労働者もすべて外から集めねばならなかった。ザガジグからスエズ運河建設現場まで淡水を送るスイートウォーター運河（現在のイスマイリア運河）の1863年の完成までは、水もタンクで運んでいた。1869年の運河完成時には常住人口は1万人を超え、スエズ運河を通過する世界中の船が立ち寄る繁華な港町となった。1904年にはカイロとの鉄道も開通し、エジプト綿花の主要な輸出港となった。
ポートサイドでは、漁業、化学製品、加工食品、タバコ製品などが経済基盤となっている。また、綿花や米などの重要な輸出港でもあり、スエズ運河を通る船への燃料供給地でもある。エジプトにおける避暑地として、非関税地域としても栄えている。
古い建物の多くには各階に大きなバルコニーがあり、街の特徴になっている。運河の対岸（東側）にはポートフアードの街があり、双方の間を多数のフェリーが結んでいる。

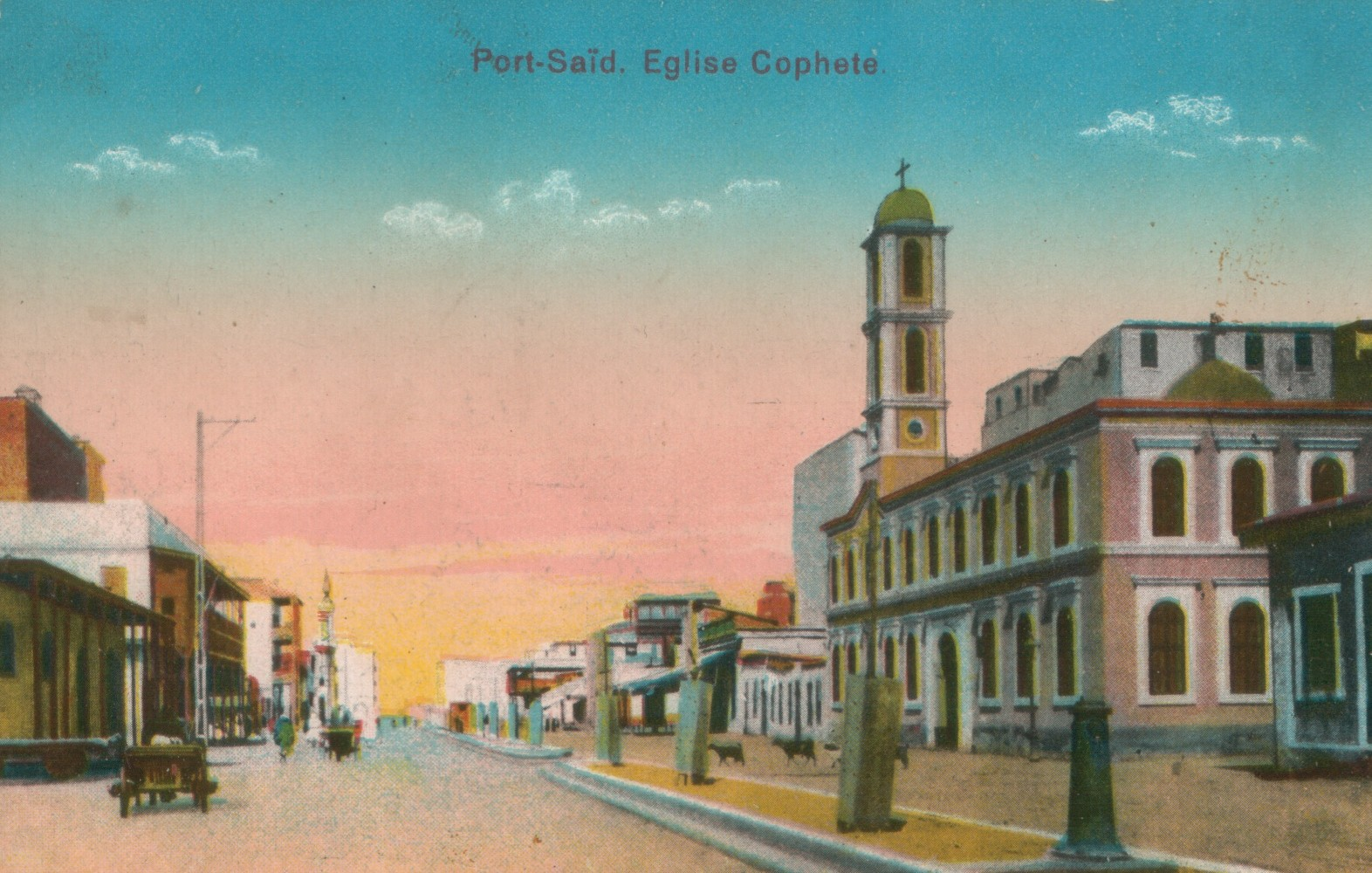
ポートサイド（1915年ごろの絵葉書）

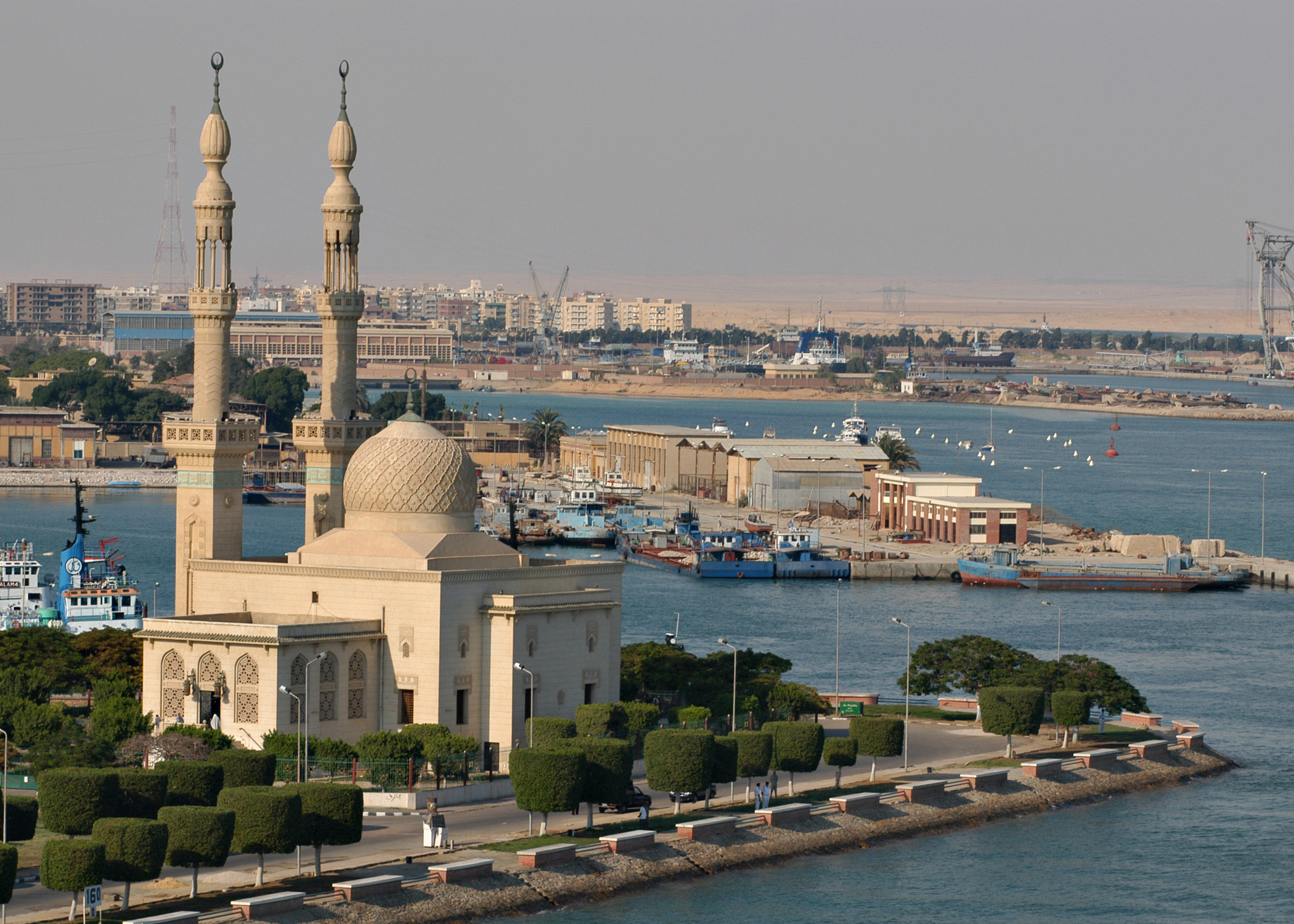

### 気候
砂漠気候であるが、地中海性気候の性質も若干あり、冬は雨が少し多くなる。夏の最高気温は30℃程度である。
| ポートサイドの気候       | ポートサイドの気候 | ポートサイドの気候 | ポートサイドの気候 | ポートサイドの気候 | ポートサイドの気候 | ポートサイドの気候 | ポートサイドの気候 | ポートサイドの気候 | ポートサイドの気候 | ポートサイドの気候 | ポートサイドの気候 | ポートサイドの気候 | ポートサイドの気候 |
| 月                       | 1月                | 2月                | 3月                | 4月                | 5月                | 6月                | 7月                | 8月                | 9月                | 10月               | 11月               | 12月               | 年                 |
| ------------------------ | ------------------ | ------------------ | ------------------ | ------------------ | ------------------ | ------------------ | ------------------ | ------------------ | ------------------ | ------------------ | ------------------ | ------------------ | ------------------ |
| 最高気温記録 °C （°F）   | 29.7 (85.5)        | 31.9 (89.4)        | 34.6 (94.3)        | 41.8 (107.2)       | 45.0 (113)         | 39.8 (103.6)       | 36.4 (97.5)        | 35.1 (95.2)        | 35.6 (96.1)        | 34.8 (94.6)        | 33.9 (93)          | 25.9 (78.6)        | 45.0 (113)         |
| 平均最高気温 °C （°F）   | 17.4 (63.3)        | 17.9 (64.2)        | 19.4 (66.9)        | 22.5 (72.5)        | 25.1 (77.2)        | 28.2 (82.8)        | 30.0 (86)          | 30.3 (86.5)        | 28.8 (83.8)        | 26.7 (80.1)        | 23.0 (73.4)        | 19.4 (66.9)        | 24.1 (75.4)        |
| 日平均気温 °C （°F）     | 14.4 (57.9)        | 15.1 (59.2)        | 16.7 (62.1)        | 19.6 (67.3)        | 22.4 (72.3)        | 25.3 (77.5)        | 27.2 (81)          | 27.3 (81.1)        | 26.3 (79.3)        | 24.1 (75.4)        | 20.4 (68.7)        | 16.5 (61.7)        | 21.3 (70.3)        |
| 平均最低気温 °C （°F）   | 11.1 (52)          | 11.7 (53.1)        | 13.4 (56.1)        | 16.3 (61.3)        | 18.8 (65.8)        | 22.1 (71.8)        | 23.7 (74.7)        | 24.2 (75.6)        | 23.3 (73.9)        | 21.3 (70.3)        | 17.5 (63.5)        | 12.8 (55)          | 18.0 (64.4)        |
| 最低気温記録 °C （°F）   | 4.2 (39.6)         | 6.2 (43.2)         | 5.0 (41)           | 9.1 (48.4)         | 12.0 (53.6)        | 17.7 (63.9)        | 20.2 (68.4)        | 20.2 (68.4)        | 19.5 (67.1)        | 14.4 (57.9)        | 2.2 (36)           | 6.6 (43.9)         | 2.2 (36)           |
| 降水量 mm （inch）       | 18 (0.71)          | 12 (0.47)          | 10 (0.39)          | 5 (0.2)            | 4 (0.16)           | 0 (0)              | 0 (0)              | 0 (0)              | 3 (0.12)           | 8 (0.31)           | 7 (0.28)           | 16 (0.63)          | 83 (3.27)          |
| 平均降水日数 （≥1.0 mm） | 2.3                | 1.6                | 1.3                | 0.5                | 0.1                | 0.0                | 0.0                | 0.0                | 0.0                | 0.9                | 1.2                | 2.0                | 9.9                |
| % 湿度                   | 68                 | 66                 | 65                 | 64                 | 66                 | 67                 | 68                 | 68                 | 68                 | 65                 | 67                 | 69                 | 67                 |
| 出典：NOAA               |                    |                    |                    |                    |                    |                    |                    |                    |                    |                    |                    |                    |                    |

## 姉妹都市
- ヴォルゴグラード、ロシア 1962年
- ビゼルト、チュニジア 1977年

## 出身有名人
- セシル・パーディ（英語版）（チェス選手）
- モハメド・ジダン（サッカー選手）
- アムル・ディアブ（歌手）